# Usina Hidrelétrica de Paciência
A Usina Hidrelétrica de Paciência é uma usina hidrelétrica brasileira localizada no município de Matias Barbosa, estado de Minas Gerais.
A usina está instalada no rio Paraibuna, afluente do rio Paraíba do Sul. Sua operação iniciou-se no ano de 1930. Atualmente é operada pela Companhia Energética de Minas Gerais S.A. (CEMIG).
A barragem da usina possui 55 metros de comprimento e altura de 9 metros. A casa de força abriga três unidades geradoras, totalizando uma potência instalada de 4,08 MW.